# موی‌وای (آریزونا)
موی‌وای (به انگلیسی: Moivayi) یک منطقهٔ مسکونی در ایالات متحده آمریکا است که در آریزونا واقع شده‌است. موی‌وای ۷۱۸ متر بالاتر از سطح دریا واقع شده‌است.